# Holttumochloa
Holttumochloa is een geslacht uit de grassenfamilie (Poaceae). 

## Soorten
Van het geslacht zijn de volgende soorten bekend: 
- Holttumochloa korbuensis
- Holttumochloa magica
- Holttumochloa pubescens